# Закони Ґоссена
Закони Госсена — це три економічні закони, які розроблені в 1854 році економістом Германом Генріхом Ґоссеном. Ці три закони стосуються економіки споживання, що вважається фундаментальною основою маржиналістських теорій.
Пе́рший зако́н Ґо́ссена — закон насичення потреб: зі збільшенням кількості даного блага гранична корисність його зменшується, а за умови повного задоволення потреб споживача вона дорівнюватиме нулю. Строгою формою першого закону Госсена у сучасній теорії споживання є опуклість відношення переваги.
Другий закон Ґоссена: оптимальна структура споживання (попиту) досягається за умов рівності відношення граничних корисностей до цін для усіх благ, що споживаються:
{\displaystyle {\frac {\partial U/\partial x_{i}}{p_{i}}}={\frac {\partial U/\partial x_{j}}{p_{j}}}\,\forall \left(i,j\right)}
де
- {\displaystyle U} — функція корисності,
- {\displaystyle x_{i}} — кількість {\displaystyle i}-го товару чи послуги,
- {\displaystyle p_{i}} — ціна {\displaystyle i}-го товару чи послуги.

Третій закон Ґоссена — закон про обмеженість ресурсів. Обмеженість ресурсів є передумовою економічної цінності. Оскільки, якби не було обмеженості, не було б і вартості. Саме обмеженість ресурсів визначає цінність товару. Чим більше одиниць даного товару, на думку Ґоссена, тим його вартість ближче до нуля.